# العلاقات البوتسوانية القرغيزستانية
العلاقات البوتسوانية القيرغيزستانية هي العلاقات الثنائية التي تجمع بين بوتسوانا وقيرغيزستان.

## مقارنة بين البلدين
هذه مقارنة عامة ومرجعية للدولتين:
| وجه المقارنة                                              | بوتسوانا                       | قيرغيزستان                      |
| --------------------------------------------------------- | ------------------------------ | ------------------------------- |
| المساحة (كم2)                                             | 581.74 ألف                     | 199.95 ألف                      |
| عدد السكان (نسمة)                                         | 2.29 مليون                     | 6.20 مليون                      |
| الكثافة السكانية (ن./كم²)                                 | 3.94                           | 31.01                           |
| العاصمة                                                   | غابورون                        | بيشكك                           |
| اللغة الرسمية                                             | لغة إنجليزية                   | اللغة الروسية، اللغة القيرغيزية |
| العملة                                                    | بولا بوتسواني                  | سوم قيرغيزستاني                 |
| الناتج المحلي الإجمالي (بليون دولار)                      | 17.41 مليار                    | 7.56 مليار                      |
| الناتج المحلي الإجمالي (تعادل القوة الشرائية) بليون دولار | 35.84 مليار                    | 20.45 مليار                     |
| الناتج المحلي الإجمالي الاسمي للفرد دولار أمريكي          | 6.36 ألف                       | 1.10 ألف                        |
| الناتج المحلي الإجمالي للفرد دولار أمريكي                 | 16.10 ألف                      |                                 |
| مؤشر التنمية البشرية                                      | 0.698                          | 0.655                           |
| رمز المكالمات الدولي                                      | +267                           | +996                            |
| رمز الإنترنت                                              | .bw                            | .kg                             |
| المنطقة الزمنية                                           | ت ع م+02:00، توقيت وسط إفريقيا | ت ع م+06:00                     |

## منظمات دولية مشتركة
يشترك البلدان في عضوية مجموعة من المنظمات الدولية، منها:
| علم المنظمة | اسم المنظمة                        | تاريخ انضمام بوتسوانا | تاريخ انضمام قيرغيزستان |
| ----------- | ---------------------------------- | --------------------- | ----------------------- |
|             | مؤسسة التنمية الدولية              | 24 يوليو 1968         | 24 سبتمبر 1992          |
|             | يونسكو                             | 16 يناير 1980         | 2 يونيو 1992            |
|             | وكالة ضمان الاستثمار متعدد الأطراف | 15 مايو 1990          | 21 سبتمبر 1993          |
|             | الأمم المتحدة                      | 17 أكتوبر 1966        | 2 مارس 1992             |
|             | الاتحاد البريدي العالمي            | ?                     | ?                       |
|             | البنك الدولي للإنشاء والتعمير      | 24 يوليو 1968         | 18 سبتمبر 1992          |
|             | الاتحاد الدولي للاتصالات           | 2 أبريل 1968          | 20 يناير 1994           |
|             | منظمة حظر الأسلحة الكيميائية       | ?                     | ?                       |
|             | مؤسسة التمويل الدولية              | 23 مارس 1979          | 11 فبراير 1993          |
|             | منظمة التجارة العالمية             | ?                     | ?                       |
|             | منظمة الشرطة الجنائية الدولية      | ?                     | ?                       |

## وصلات خارجية
- موقع وزارة الخارجية البوتسوانية
- موقع وزارة الخارجية القيرغيزستانية